# Émile Souvestre
Émile Souvestre (n. 15 aprilie 1806, Morlaix, Bretagne, Franța – d. 5 iulie 1854, Montmorency, Seine-et-Oise, Franța) a fost un romancier francez.
Romanul său de anticipație Le Monde tel qu'il sera (1846) încearcă să prezică cum va fi secolul următor (secolul al XX-lea). 

## Lucrări
- Un Philosophe sous les toits
- Confessions d'un ouvrier
- Au coin du feu
- Scènes de la vie intime
- Chroniques de la mer
- Les Clairières
- Scènes de la Chouannerie
- Dans la Prairie
- Les derniers Paysans
- En quarantaine
- Sur la Pelouse
- Les Soirées de Meudon
- Souvenirs d'un Vieillard, la dernière Étape
- Scènes et Récits des Alpes
- Les Anges du Foyer
- L'Echelle de femmes
- La Goutte d'eau
- Sous les Filets
- Le Foyer breton
- Contes et Nouvelles
- Les derniers Bretons
- Les Réprouvés et les Élus
- Les Péchés de jeunesse
- Riche et Pauvre
- En Famille
- Pierre et Jean
- Deux Misères
- Les Drames parisiens
- Au bord du Lac
- Pendant la Moisson
- Sous les Ombrages
- Le Mat de Cocagne
- Le Mémorial de famille
- Souvenirs d'un Bas-Breton
- L'Homme et l'Argent
- Le Monde tel qu'il sera
- Histoires d'autrefois
- Sots la Tonnelle

## Vezi și
- Listă de scriitori francezi
- Istoria științifico-fantasticului